# Палкевич, Яцек
Яцек Эдвард Палкевич (пол. Jacek Edward Pałkiewicz; 2 июня 1942, Германия) — итало-польский репортер-исследователь, член Русского географического общества (членский билет № 007) и член Королевского географического общества в Лондоне.

## Биография
Родился в годы Второй мировой войны в трудовом лагере на территории Германии.
Карьеру путешественника начал, будучи офицером на торговом судне, ходившем под панамским флагом. В 1972—1973 годах работал инспектором по добыче алмазов в Сьерра-Леоне и на золотом руднике в Гане. В 1975 году окончил школу журналистики в Милане и с тех пор работал журналистом, в частности, в приложении к известной итальянской газете Corriere della Sera.
Имя Палкевича стало синонимом сильных мужских приключений. Он вписал увлекательные материалы, отмеченные его бесстрашием, в книгу мирового приключенческого эпоса. Руководил экспедициями через пустыни Гоби и Сахару на верблюдах; через Борнео (от одного побережья к другому) на пироге; по пустыне берега Скелетов пешком; на полюс холода в Оймяконе на оленьих упряжках. Пробовал уточнить линию границы между Европой и Азией, путешествовал по следам Дерсу Узала. В 1994 году под эгидой газеты «Труд» организовал экологическую миссию по Красноярскому краю в составе космонавтов 5 стран, призывающую всех жителей Земли подключиться к сохранению планеты. Но особенно он гордится тем, что в роли добровольно «потерпевшего крушение» пересёк Атлантический океан в спасательной шлюпке.
В 1982 году, используя свой исключительный опыт профессионального путешественника, основал первую в Европе Школу выживания. Исследовал границы человеческих возможностей в тяжёлых климатических условиях при экстремальных нагрузках. Готовил бригады антитеррористов к действиям в джунглях и песках пустынь. Также обучал в Южной Америке спасателей МЧС.
В 1998 году получил гран-при «Янтарная Бабочка» за лучшую книгу года о путешествиях (TERRA INCOGNITA — Издательство «Беллона»).
Как член Русского географического общества летом 1996 года совершил под его флагом последнее географическое открытие века. Международная научная экспедиция, которой он руководил, определила точное местоположение истока великой реки Амазонки. Результаты работы позволили «удлинить» её протяженность. Река имеет протяженность 7000 км, то есть на 300 км превышает длину Нила. За это открытие, признанное властями Перу, награждён титулом Кавалера ордена «За заслуги перед Итальянской Республикой» и польским Золотым Крестом Заслуги.
В 2011 году власти Перу установили у истока Амазонки памятник с мемориальной доской в память открытия.
Из-под его пера вышло более 30 книг. Его репортажи продолжают привлекать внимание читателей известных журналов Европы. В России печатался в таких изданиях как «Итоги», «Вокруг света», «Московский комсомолец», «Комсомольская правда», «GEO», «National Geographic Traveler», «Известия». Часто участвовал в телепередаче Юрия Сенкевича.
Является почётным послом Мазурии в глобальном конкурсе «Новые 7 чудес природы».
Его достижения показал Анджей Капланек (Andrzej Kapłanek) в биографии «Палкевич, дорога исследователя».

## Экспедиции
Организовал ряд экспедиций в различные регионы мира:
- Сахара (1972 год).
- Атлантический океан (одиночное плавание) (1975 год
- Бирма (1979 год)
- Амазонка (1984 и 1996 год)
- Борнео (1986 год)
- Сибирь (полюс холода) (1989 год)
- Намибия (1990 год)
- Вьетнам (1992 год),
- Верхняя Ориноко (1994 год)
- Мамберамо река (Индонезия) (1994 год)
- Бутан (1995 год),
- Рорайма (Tepui) (Венесуэла) (1997 год)
- Атакама пустыня (Чили) (1999 год)
- Амазония (1999 год),
- Перу — в поисках Золотого города Пайтити (2004 год).
- Борнео — Остров от берега до берега (2006)
- Amazonas (Equador, Colombia, Brasil) (2007)
- Саравак, Вьетнам (2008)
- Западное Папуа (2009)
- Патагония (2010)
- Риу-Негру (2011)
- Transamazonica (Quito-Belem) (2012)
- Такла-Макан (2012)

## Общества
- Королевское географическое общество (1994),
- Клуб исследователей (1994)
- Societa Italiana Geografica (1996)
- Societad Geografica de Lima (1996)
- Русское географическое общество (1996),
- Международная академия информационных технологий (1997 год).

## Награды
- Золотой Крест Заслуги (24 октября 2007 года) — за достижения в области журналистики, социальной и благотворительной деятельности[1]
- Кавалер ордена «За заслуги перед Итальянской Республикой» (2 июня 2003 года)[2], офицер ордена[3].
- Крест «За заслуги перед Церковью и Папой» (Ватикан, 2010 год)[4]

## Фильмография
- 1979 — Похищение «Савойи» — польский профессор-эмигрант.